# 凤凰

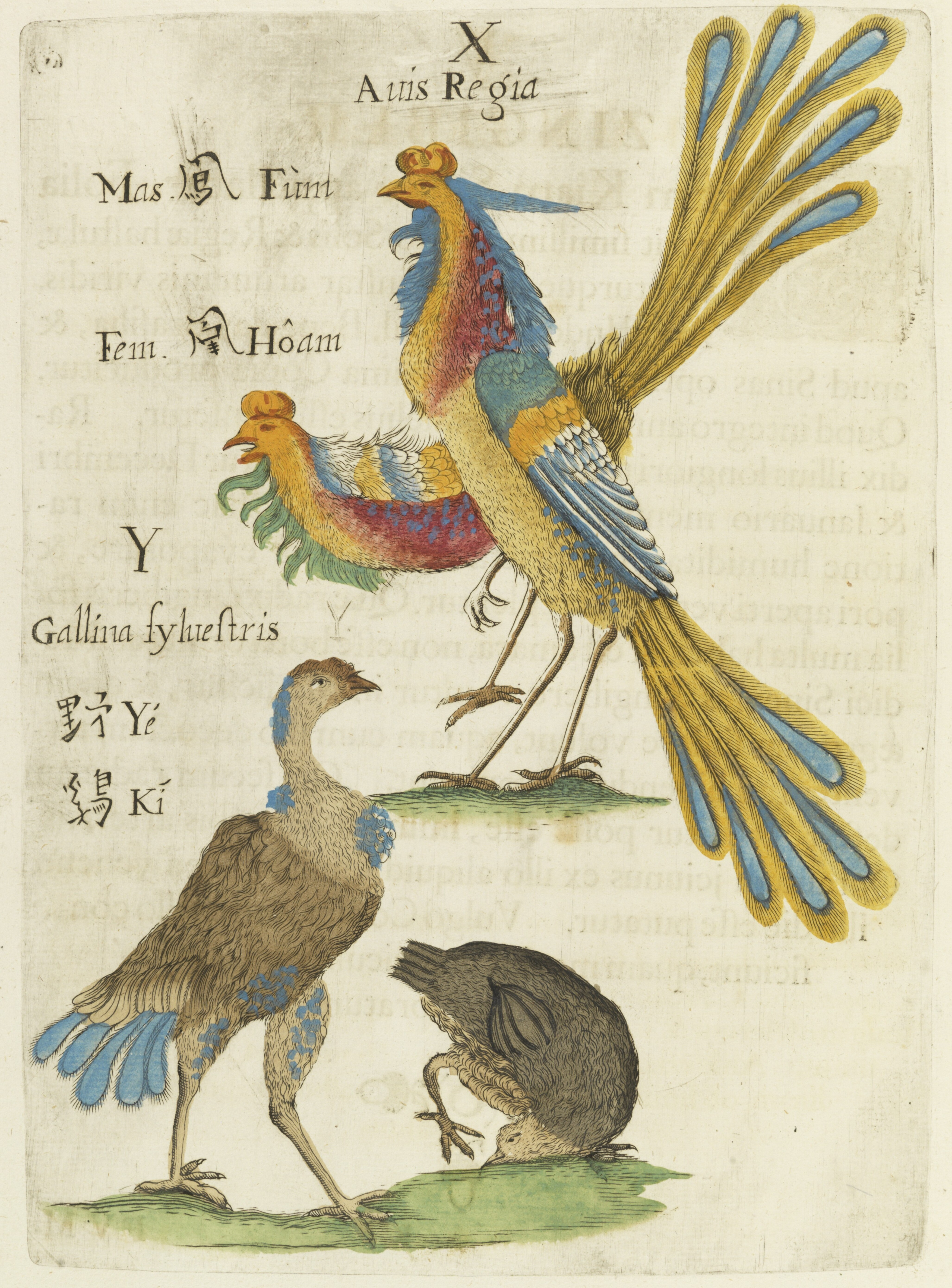
鳳凰是一公一母的傳說動物，其形態有別於野雞。

鳳凰，亦稱鶠、丹鳳、火鳥、鶤雞、威鳳、鳳皇，是中國古代傳說中的百鳥之王，在中華文化中的地位和龍相同。其羽毛一般被描述為五彩，“凤”為雄性，“凰”為雌性，與不死鳥或朱雀是不同的。其圖徽常用來象徵興國祥瑞、殷人與孔子。《淮南子》：“羽嘉生飞龙，飞龙生凤皇，凤皇生鸾鸟，鸾鸟生庶鸟，凡羽者生于庶鸟。”认为凤凰是飞龙之子。
受中國文化的影響，鳳凰的形象在漢字文化圈各區域中普遍出現。鳳凰作為神話生物，在現實中的原型動物可能是孔雀、紅腹錦雞、甚至是鴕鳥，在眾多中國及東亞的文學作品中，經常把這三種鳥類指代為鳳凰。
因鳳凰與歐洲傳說中的「不死鳥（Phoenix）」有一定共性，加之郭沫若作品「鳳凰涅槃」的傳播，許多人將二者的特性混淆，而實際上鳳凰並不會浴火重生，也沒有噴射火焰的特點。在英文中鳳凰稱為「Chinese Phoenix」或簡稱「Phoenix」（後者實為不死鳥，而非鳳凰，所以近年來亦有正名用拼音標記為「Fenghuang」）。

## 中國及東亞文化中的鳳凰

### 形態

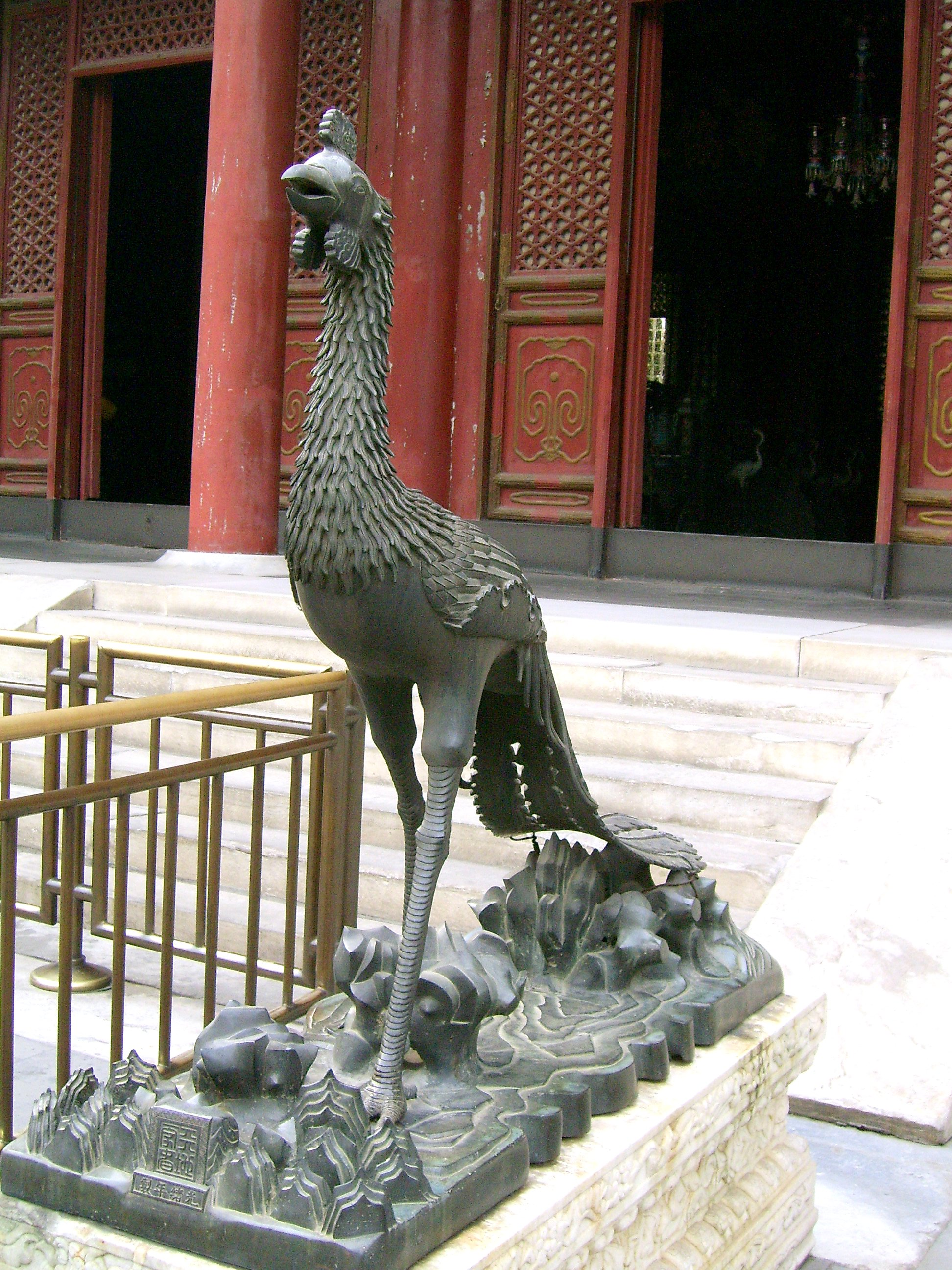
北京頤和園仁壽殿前的鳳凰

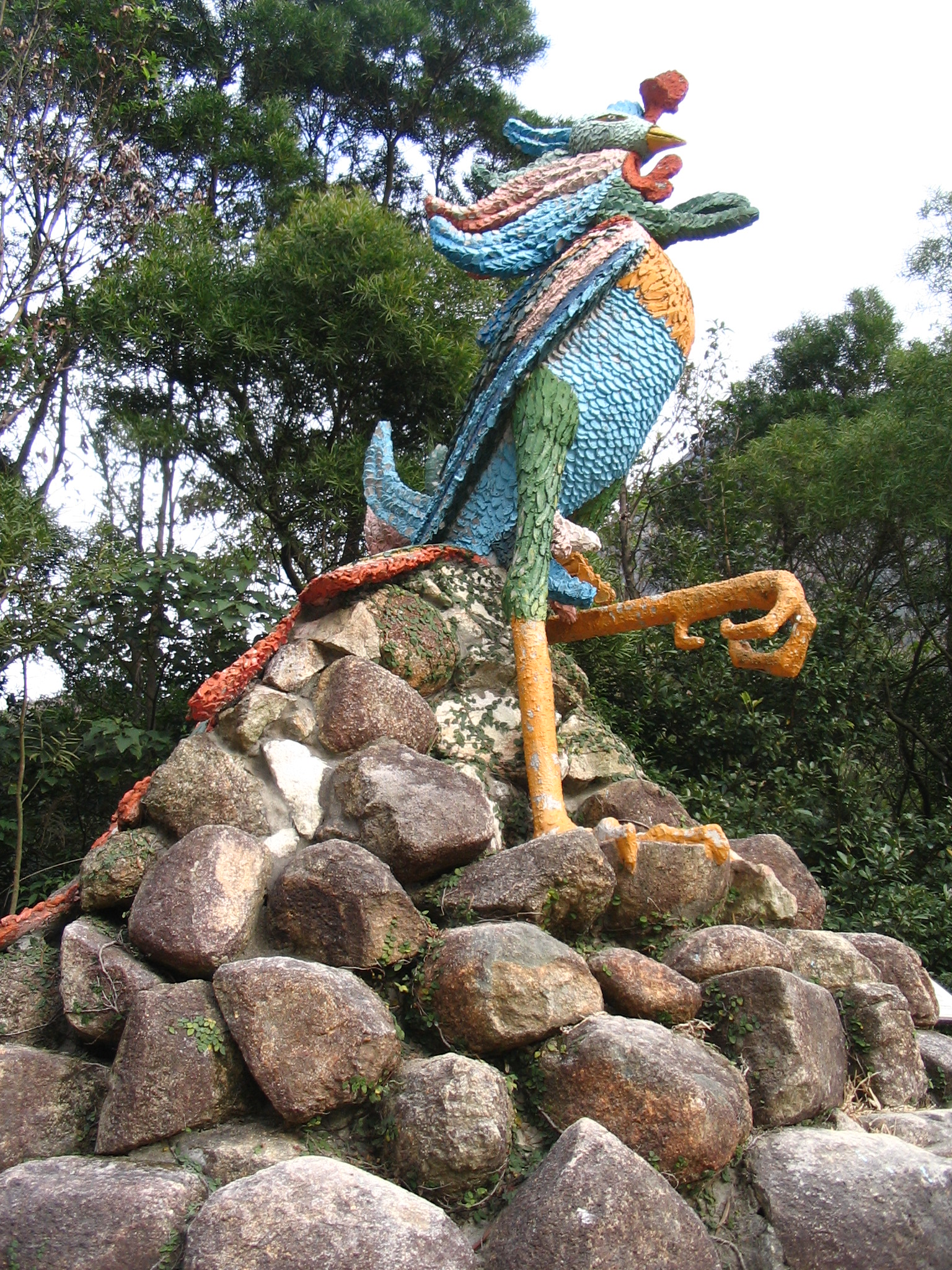
香港鳳凰徑第三段昂坪終點，「鳳凰觀日」牌坊旁的鳳凰像

據《爾雅·釋鳥》郭璞注，鳳凰特徵是：「雞頭、燕頷、蛇頸、龜背、魚尾、五彩色，高六尺許」。
《山海經·圖贊》說有五種像字紋：「首文曰德，翼文曰順，背文曰義，腹文曰信，膺文曰仁。」
《廣雅》：「鳳凰，雞頭燕頷，蛇頸鴻身，魚尾骿翼。五色：首文曰德，翼文曰順，背文義，腹文信，膺文仁。雄鳴曰卽卽，雌鳴曰足足，昬鳴曰固常，晨鳴曰發明，晝鳴曰保長，舉鳴曰上翔，集鳴曰歸昌。」
《說文》云：「鳳之象也，鴻前麟後，鸛顙鴛腮，龍文龜背，燕頷雞啄，五色備舉。」
據現存文獻推斷：鳳鳴如簫笙，音如鐘鼓。鳳凰雄鳴曰即即，雌鳴曰足足，雌雄和鳴曰鏘鏘。

### 象徵

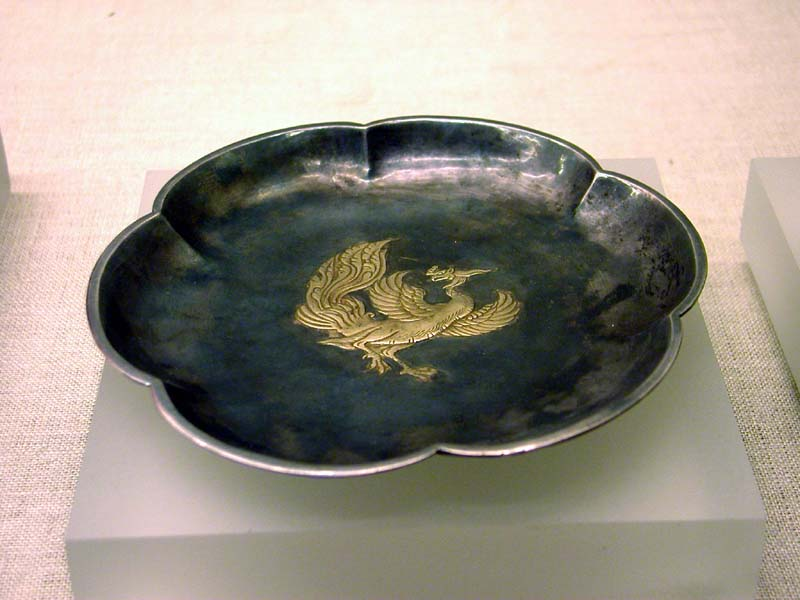
唐代鎏金鳳鳥紋六曲銀盤，1970年陝西西安何家村出土

- 鳳與孔子應和，故其象徵多與孔子五行造身、兩儀成性傳說相關。

- 鳳是文人心目中的瑞鳥，天下太平的象徵。古人認為時逢太平盛世，便有鳳凰飛來。

- 凤凰最早并非一种，而是凤鸟与皇鸟，两名五色鸟，后逐渐成为中國皇權的象徵，常和龍一起使用，用於皇后嬪妃，“雌凰雄凤”的说法式微，凤凰被整体雌化，龍鳳呈祥是最具中國特色的圖騰。民間美術中也有大量的類似造型。鳳也代表陰，儘管鳳凰也分雌雄，更一般的是將其看作陰性。「鳳」、「凰」常見於女性名。但也有少數情況下用於男性，例如：三國時代的有名軍師龐統被稱為「鳳雛先生」，以及前中國國防部長魏鳳和。宋朝就常使用龍鳳旗，還使用龍鳳作為吉祥標記，使用在物品上，比如龍鳳團茶。

- 鳳凰被認為是百鳥中最尊貴者，為鳥中之王，有「百鳥朝鳳」之說。

- 按陰陽五行之說，鳳色五彩，备兼五德，与南方七宿朱雀之象并不一致。另也為中國民間指的四靈之一（《禮運》，龍、鳳凰、麒麟、龜）。

- 而鳳凰亦有「愛情」、「夫妻」的意思；語本《詩經．大雅．卷阿》：「鳳凰于飛，翽翽其羽。」李白〈早夏於將軍叔宅與諸昆季送傅八之江南序〉 ：「重傅侯玉潤之德，妻以其子，鳳凰于飛，潘楊之好，斯為睦矣」。因此鳳凰在中國文學中常比喻為「真摯的愛情。」[來源請求]

- 中華龍鳳文化研究中心主任龐進認為，在中國的象徵文化體系中，鳳凰是完美主義的化身，鳳凰文化的精髓是「和美」。通過研究，龐進發現鳳凰是「合」的神物，它的出現是中國古人對自然界各種生物理解、尊重、敬畏、愛戀、審美的結果，這與道家強調的「天道自然之和」即「天和」相一致。

- 鳳字同風相通，也可理解為「風神」。

- 鳳亦被視為火神。《初學記》卷三十引緯書《孔演圖》說：「鳳，火精」。

- 《鶡冠子·度萬第八》：「鳳凰者，鶉火之禽，陽之精也。」

- 鳳凰五色，同時也代表仁，義，禮，智，信五德[6]。

- 香港中文大學以鳳作為校徽。原因是自漢代以來，鳳即被視為「南方之鳥」，且素為高貴、美麗、忠耿及莊嚴之象徵。以紫與金為校色，取意在紫色象徵熱誠與忠耿，金色象徵堅毅與果敢。[7]

### 楚文化的圖騰
楚人尊鳳是由其遠祖拜日、尊鳳的原始信仰衍化而來的，迄今已逾七千多年有文物可考的歷史。楚人的祖先祝融是火神兼雷神。漢代《白虎通》說，祝融「其精為鳥，離為鸞。」《卞鴉·絳鳥》注曰：「鳳凰屬也」。可見，祝融也是鳳的化身。《山海經·大荒北經》中說：「大荒之中，有山名曰北極天櫃。海水北注焉。有神九首，人面鳥身，句曰九鳳」。楚文化遺跡中除了龍以外還存在大量人首蛇身、人首鳥身和九頭神鳥的圖騰，開啟了中國傳說文化中「龍鳳呈祥」的文化淵源。從圖騰崇拜在氏族制時期所反映出的突出特點來看，鳳為楚人的祖先，故被楚人作為本氏族的圖騰加以崇拜、尊愛便是必然的事了。
鳳不僅是神鳥，也是楚人、楚國尊嚴的象徵。楚人尊鳳的影響便透到各個領域。如在楚國的文物中，鳳的圖像、繡像和雕像不勝枚舉，楚人衣服上的刺繡圖案也是以鳳為主要內容。此外，還有「鳳鳥雙連環」、「虎座鳳架鼓」、「鳳龍虎繡羅禪衣」等，楚國的鳳紋彩繪可謂千姿百態，無奇不有。

### 種類
- 蔡衡的分類[8]
  - 鳳凰（赤色）
  - 鸞鳥（青色）
  - 鵷雛（黃色）
  - 鴻鵠（白色）
  - 鸑鷟（紫色）
- 大鵬[9]
- 《論衡校釋》：「五鳥之記：『四方中央皆有大鳥，其出，眾鳥皆從，小大毛色類鳳皇。』」；《說文解字》：「五方神鳥：東方發明，南方焦明，西方鷫鷞，北方幽昌，中央鳳皇。」（注：焦明即鷦明，一作鷦鵬。）[10]
- 《禽經》：「青鳳謂之鶡，赤鳳謂之鶉，黃鳳謂之焉，白鳳謂之肅，紫鳳謂之鷟。」

### 相关趣闻
- 嵇康的朋友吕安来拜访他，剛好嵇康外出，兄長嵇喜出门迎接他。吕安不看重嵇喜，只在门上题了一个「鳳」字便走了。嵇喜以为是在夸赞自己，而不知道对方是取笑他是“凡鳥”。[11]

## 中国以外的神話傳說
中国以外的神話傳說中亦有關於神鳥的敘述。这些鸟类有时在中文中翻译为凤凰。
希腊神话中的菲尼克斯常被译为“凤凰”；此神話生物源自古埃及神話中的「貝努鳥」；「貝努」即是「菲尼克斯」的詞源（古埃及語：bnw、古希臘語：φοῖνιξ）。古埃及人認為，貝努和鷹一般大小，全身長有金色的羽毛，閃閃發光的翅膀、斑斕的外表、鳴聲悅耳，能給人降福添壽；同時認為世界上只有一隻貝努，而壽命為五百年。在臨死之時，貝努會採集芳香植物的樹枝、香草築成一個巢，然後點火自焚，在熊熊火燄中，一隻幼貝努誕生了。新生的幼貝努就將老貝努的骨灰裝進藥蛋中，在蛋上塗上防腐的香料油，帶著它飛到太陽神那裡，由太陽神將它放在太陽廟的神壇上。
鳳凰與Phoenix(菲尼克斯)在神話傳說中並不相同：西方傳說中的Phoenix(菲尼克斯)形象上比較像老鷹，東方傳說中的鳳凰在形象上則是較像雞、雉，並且在中國傳統文化、傳統神話裡，鳳凰是完全沒有浴火重生的說法。然而同為神鳥的身分，導致Phoenix(菲尼克斯)被參照性的翻譯成鳳凰，使得近代有許多人以為Phoenix(菲尼克斯)與鳳凰是相同的神話生物，甚至把浴火重生給附會到佛教涅槃(意譯為寂滅、滅度、寂、無生、不生不滅)的概念，創造了名為“涅槃重生”的新概念詞彙，衍生了許多創作，例如郭沫若所作詩歌《鳳凰涅槃》。
类似凤凰和不死鸟的生物还有佛教傳說中會因吞食那伽而自燃而死的迦樓羅（金翅鳥）。不過中國不會把鳳凰與迦樓羅混淆在一起，而且迦樓羅也不會重生。

## 原型
鳳凰的動物學原型，眾說紛紜，一般認為是個混合體，至于西方传说中的不死鳥，是一种巨型的凶恶大鸟，能吃人，和中国传说中的凤凰完全不同，并无传承关系。

### 孔雀說

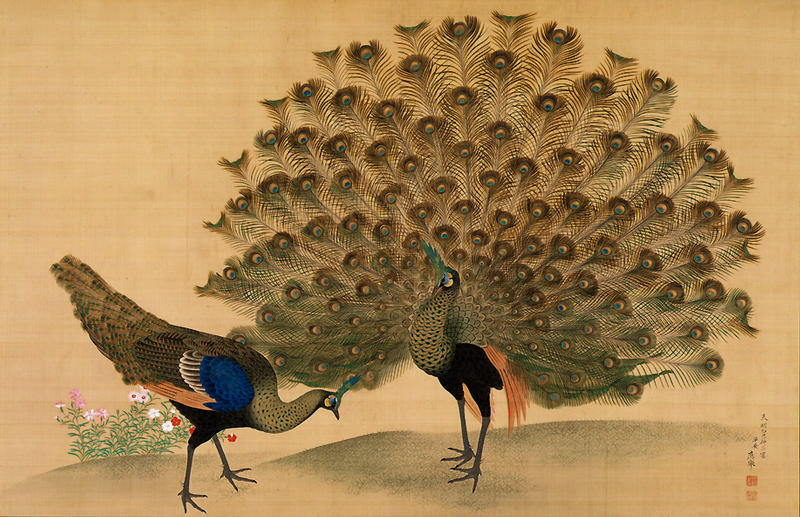
孔雀有明顯的雌雄兩性的不同性徵，雄鳥有會開屏的長尾羽而雌鳥沒有，因此成為雄鳥是鳳而雌鳥是凰

在現代所有鳥類當中外表和鳳凰最相似的就是孔雀，而在現今中國只可以在雲南省的森林找到綠孔雀，但在幾千年前卻可以在長江流域的楚國找到，古代楚人把綠孔雀神格化為鳳凰，孔雀有明顯的雌雄兩性的不同性徵，雄鳥有會開屏的長尾羽而雌鳥沒有，因此成為雄鳥是鳳而雌鳥是凰。

### 紅腹錦雞說

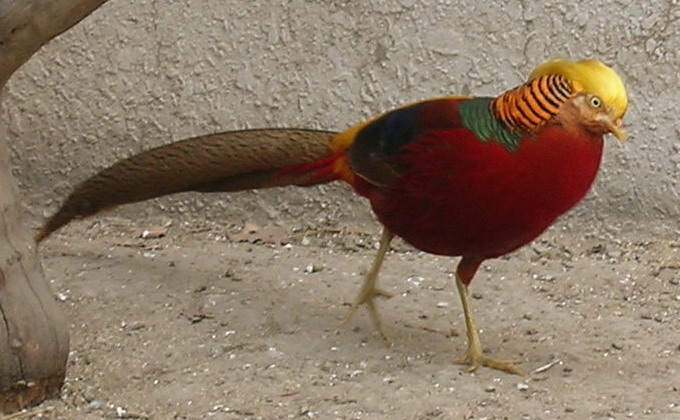
紅腹錦雞（雄性）

凤凰的原型是生活在陕西秦岭一带的红腹锦鸡，西周人生活在陕西，对红腹锦鸡很熟悉，东周时，周人迁到河南，凤凰就逐渐变成传说。红腹锦鸡雌雄差异很大，雄鸡色彩斑斓，雌鸡灰褐色，传说中凤凰：雄鸟为凤、雌鸟为凰，凤凰不食虫蚁、专食洁净果实，而红腹锦鸡只吃草籽、果实，是很少见的素食鸟类，完全吻合。

## 圖片集

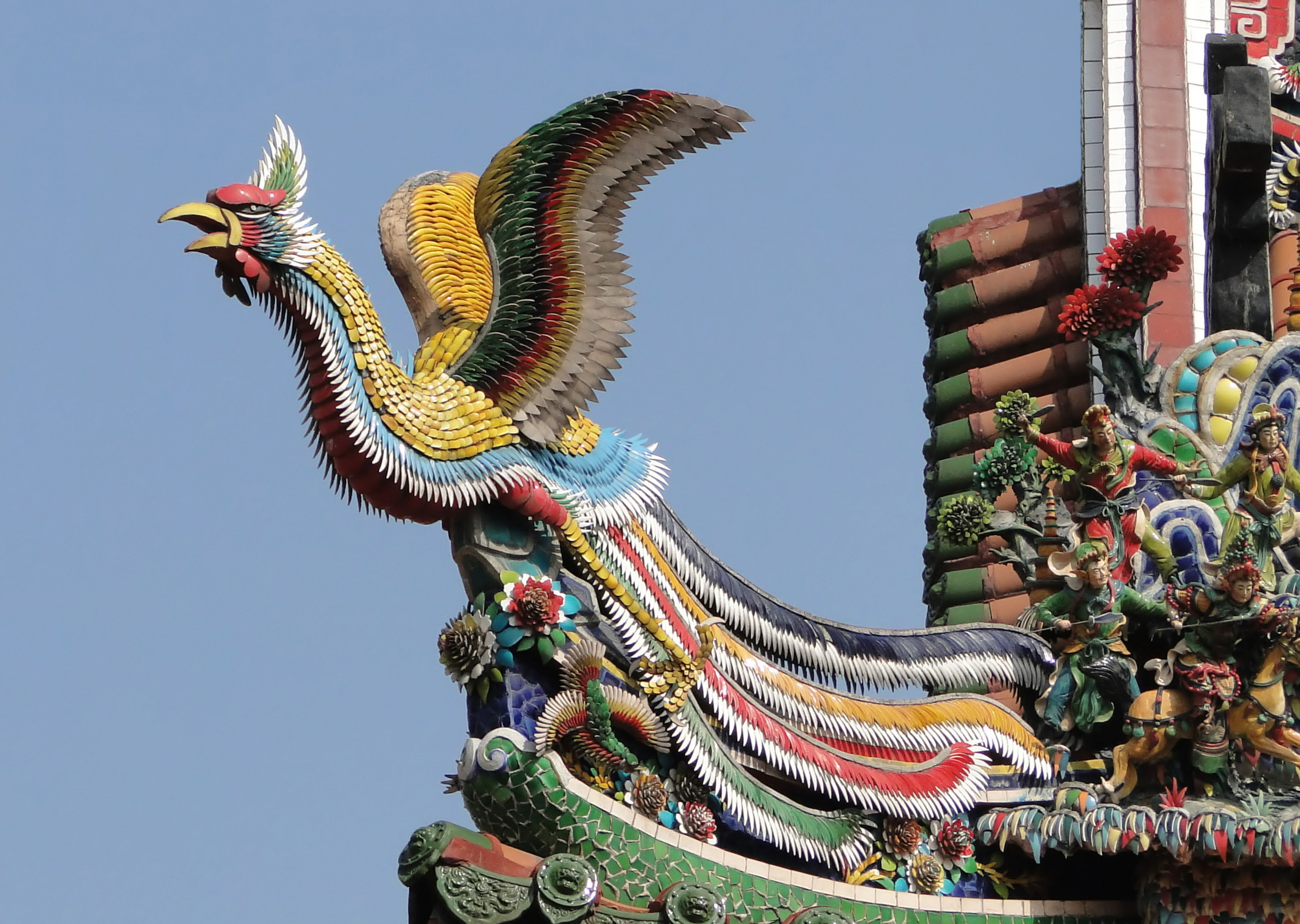
台灣台北龍山寺屋簷上的鳳凰剪黏
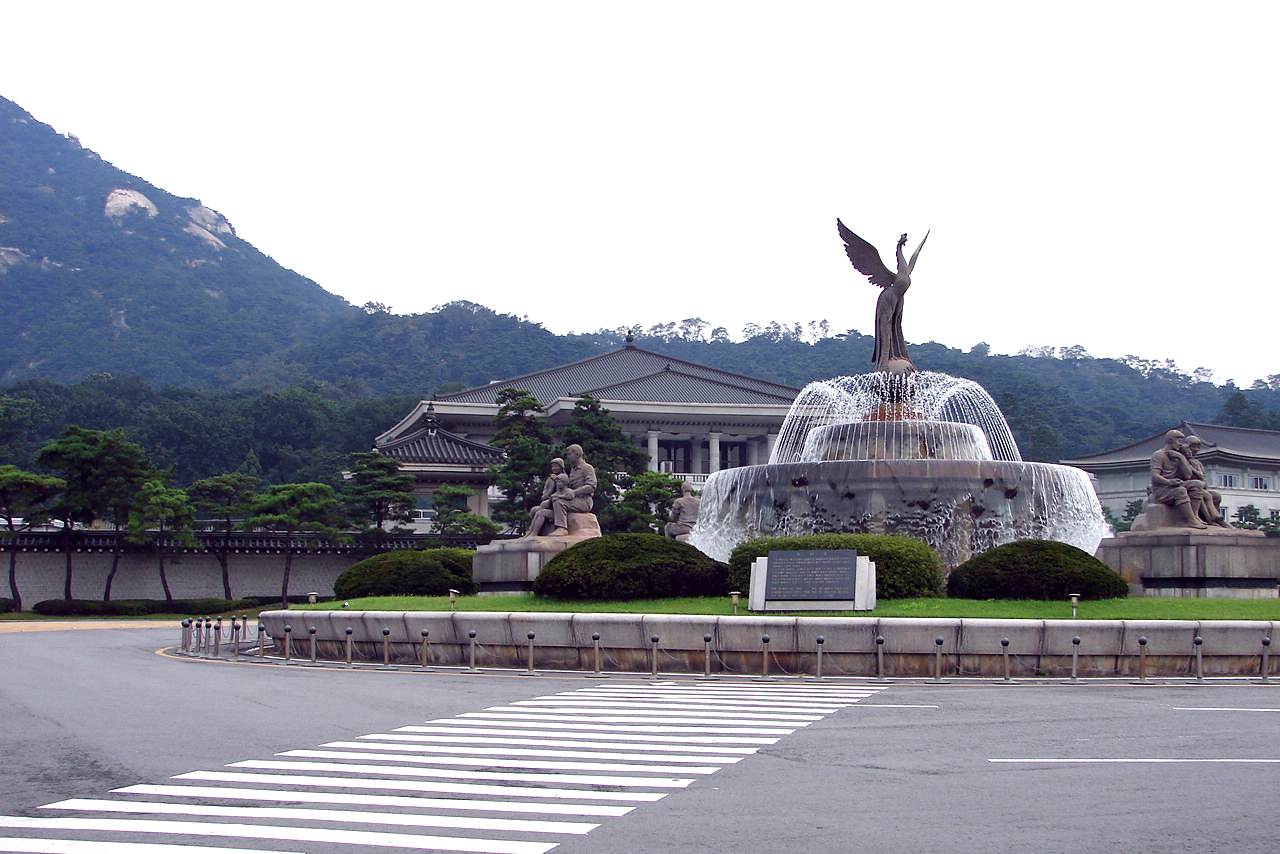
韓國首爾青瓦台前的鳳凰雕像
韓國總統旗
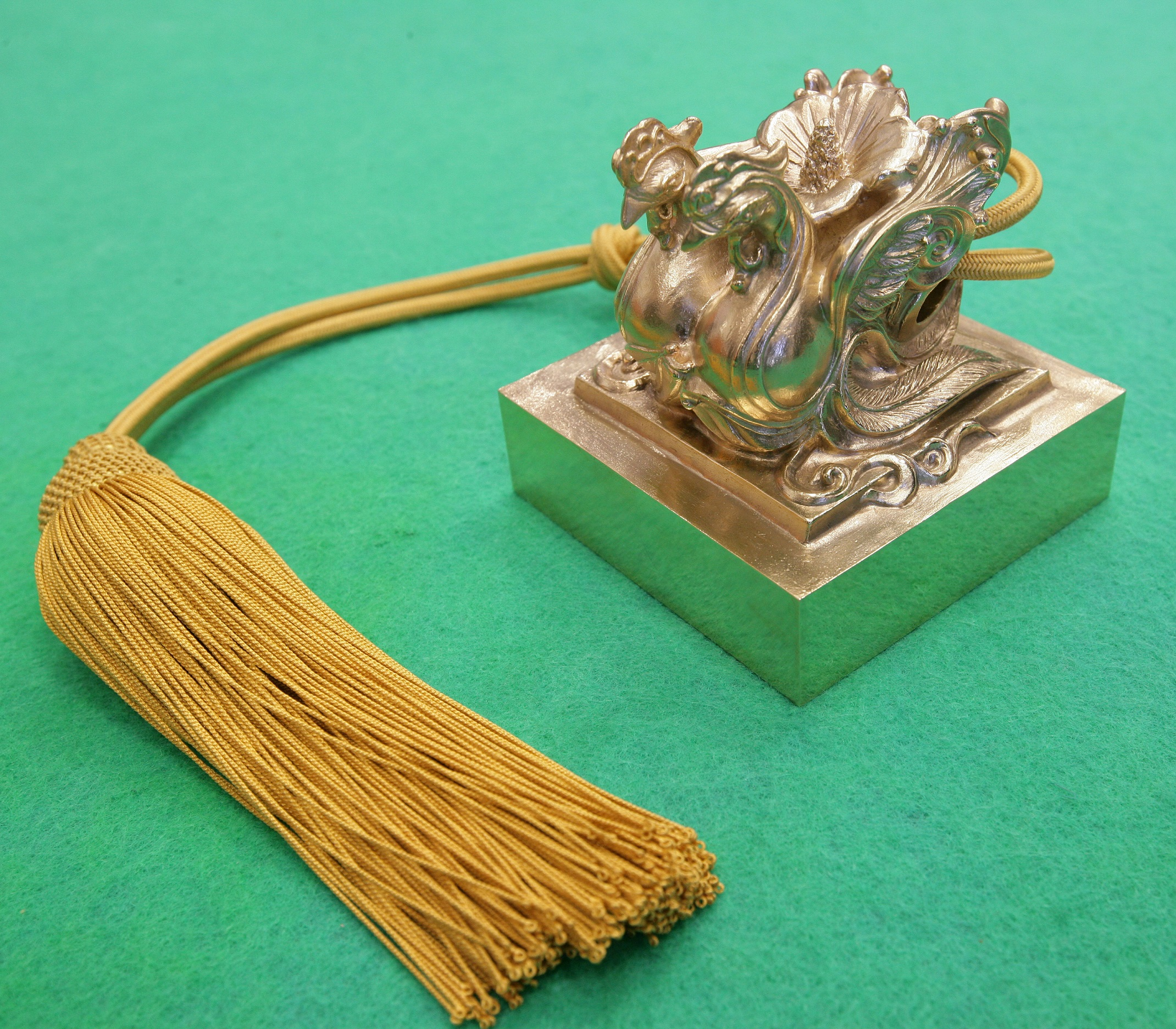
韓國國璽
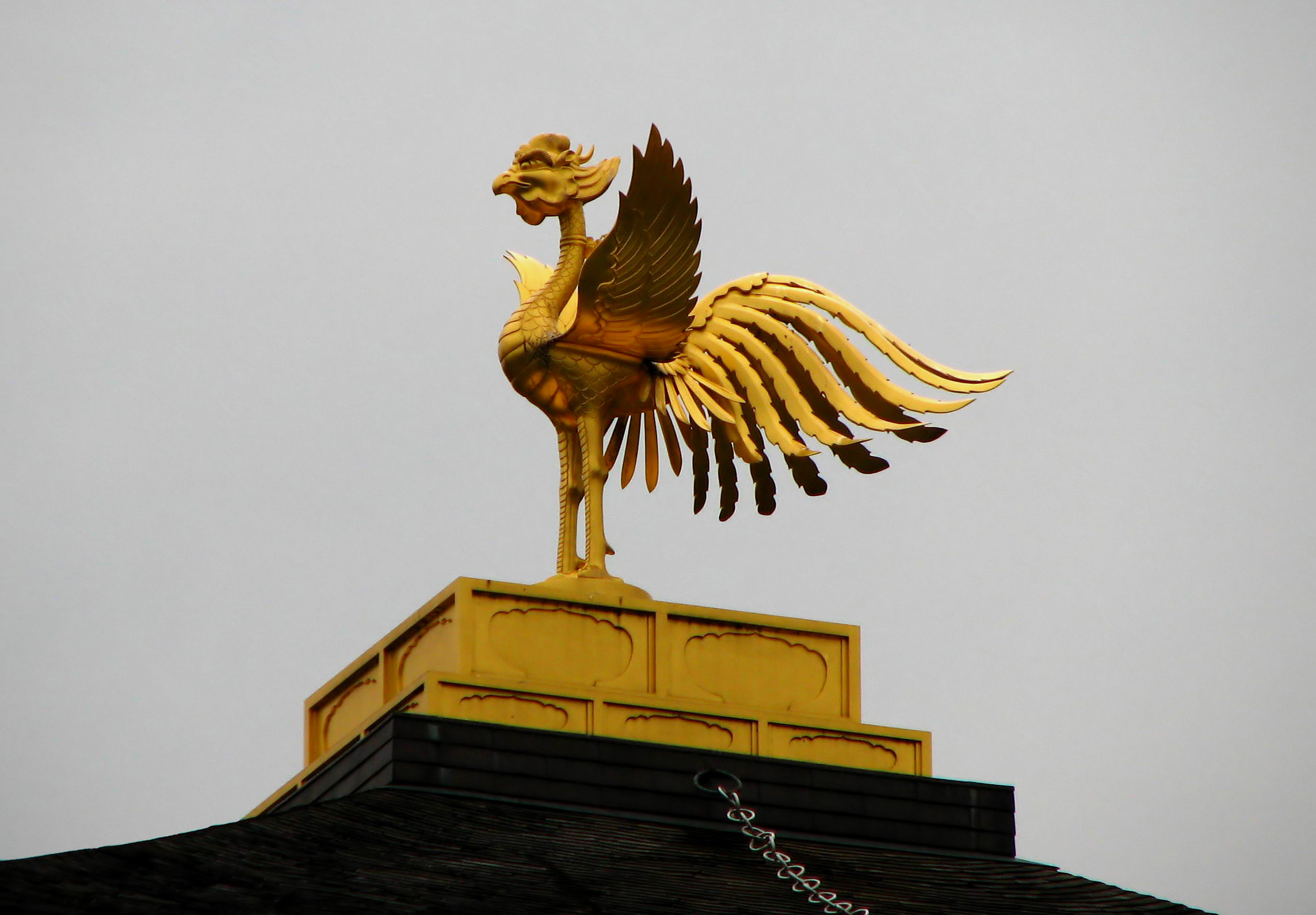
日本京都鹿苑寺上的鳳凰像

註記：
- 緯書《春秋演孔圖》說：「鳳，火精。」《春秋元命苞》說：「火離為鳳。」
- 很多人認為朱雀就是鳳凰，但其實兩者並不是一樣的。鳳凰是百鳥之王，而朱雀是代表南方的靈鸟。
- 由於離火有「飛、昇」等概念、意涵，因此古代將南方、火與可以飛翔的鳥聯想在一起，這也就是為什麼「雀」是「朱」色的原因。[來源請求]

## 延伸阅读
[在维基数据编辑]
 《欽定古今圖書集成·博物彙編·禽蟲典·鳳凰部》，出自陈梦雷《古今圖書集成》